# Новый Посёлок (Судоверфское сельское поселение)
В том числе ещё одна деревня Новый Посёлок есть в Рыбинском районе, но в Назаровском сельском поселении, на реке Колокша, левом притоке Волги.
Новый посёлок  — деревня в Судоверфской сельской администрации Судоверфского сельского поселения Рыбинского района Ярославской области .
Деревня расположена в центре полуострова Рыбинского водохранилища, ограниченного с востока руслом Волги, а севера и запада долиной реки Юга, затопленной при заполнении водохранилища. Деревня стоит к западу от дороги, проходящей от Перебор на север к двум оконечным мысам этого полуострова, где расположены центр поселения посёлок Судоверфь и деревня Свингино. К востоку, между деревней и этой дорогой расположена деревня Залужье, практически сливающаяся с Новым Посёлком. Через Залужье и Новый посёлок на запад идёт просёлочная дорога к деревням Малый и Большой Дор, за которыми расположен низкий заболоченный берег залива Рыбинского водохранилища. На небольшом расстоянии к северу находятся деревни Якушево и Коржавино, а к югу деревня Мешково. К востоку, за автомобильной дорогой деревня Балобаново .  
На 1 января 2007 года в деревне числилось 27 постоянных жителей . Почтовое отделение, расположенное в Судоверфи, обслуживает в деревне 52 дома. Улицы посёлка не именуются .